# Čukovec (Prelog)
Čukovec is een plaats in de gemeente Prelog in de Kroatische provincie Međimurje. De plaats telt 318 inwoners (2001).